# Ratpenat nassut mexicà
El ratpenat nassut mexicà (Choeronycteris mexicana) és una espècie de ratpenat que es troba a Mèxic, els Estats Units, El Salvador, Guatemala i Hondures.